# Gran Lago Salato
Il Gran Lago Salato (Great Salt Lake) è un grande bacino lacustre degli Stati Uniti, situato nel nord-ovest dello Utah, nella contea di Salt Lake.

## Descrizione
Il Gran Lago Salato è quanto oggi resta del lago Bonneville, un vasto bacino preistorico che si è in gran parte prosciugato.
Il lago si trova ad un'altitudine media di 1.280 m. Ha una lunghezza di circa 120 km e una larghezza che varia tra 48 km e 80 km.
La superficie media del lago è di 4.400 km² (che ne fa il secondo lago per dimensioni fra quelli interamente all'interno dei confini degli Stati Uniti, dopo il Lago Michigan), ed è soggetta a forti variazioni stagionali.
Il lago è mediamente poco profondo (4,5 m).
Le acque del Gran Lago Salato hanno una composizione chimica molto simile a quella delle acque oceaniche. La concentrazione salina varia tra 50 g/l (50 grammi di sale per litro) e 270 g/l (la salinità media del mare è di circa 35 g/l).
A causa dell'elevata salinità, poche specie viventi sono in grado di abitarlo. La specie più rappresentativa è costituita dai piccoli crostacei della specie Artemia salina.
Nel 1902 la Southern Pacific Transportation Company costruì un nuovo binario sopraelevato tuttora esistente che divide in due il lago, evidenziando nelle due sezioni una colorazione marcatamente differente.
D'estate il lago attrae turisti e popolazione locale, che vi si recano per farsi il bagno, analogamente a quanto succede nel Mar Morto, al punto che il posto è noto anche come "Il Mar Morto americano".
D'inverno è causa del microclima della vicina catena montuosa dei Monti Wasatch e dei comprensori sciistici dello Utah, che beneficiano di forti nevicate grazie al lake-effect snow.